# St. Nikolaus (Heldritt)

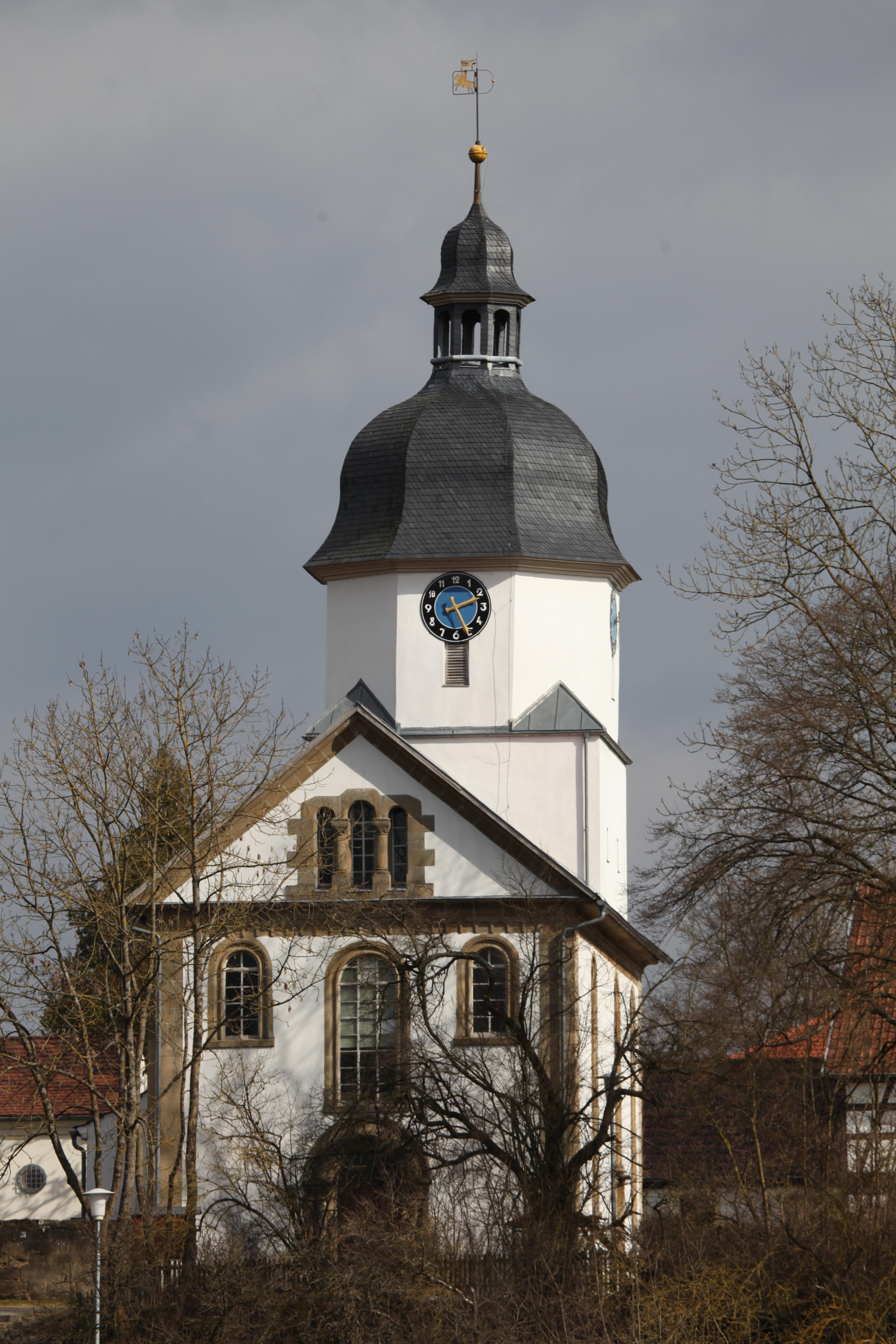
Nikolauskirche in Heldritt, Westfassade

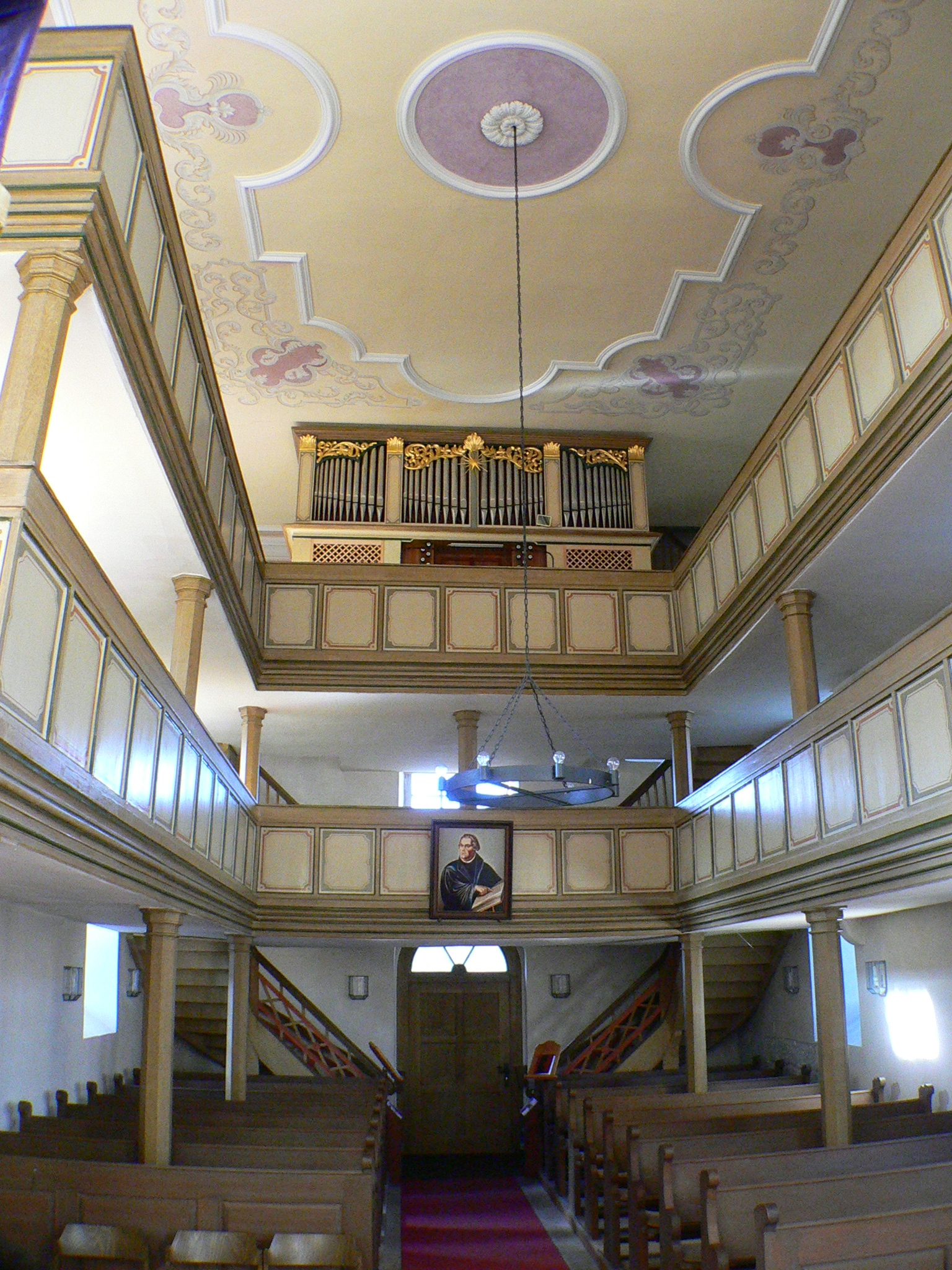
Innenraum

Die evangelisch-lutherische Kirche St. Nikolaus im oberfränkischen Heldritt, einem Gemeindeteil von Bad Rodach im Landkreis Coburg, stammt in ihrer heutigen Gestalt aus dem Jahr 1847.

## Geschichte
Als Tochtergemeinde von Rodach wurde Heldritt erstmals in einem Breve des Papstes Clemens VI. am 24. März 1350 erwähnt. Am 19. November 1511 erhielt die Gemeinde einen eigenen Pfarrer und wurde zur selbstständigen Pfarrei erhoben. Der Bau einer Kirche ist für 1474 bis 1477 belegt. Dabei entstand das Sockelgeschoss des Kirchturms mit dem Chorraum. Die Kirche stand unter dem Patronat und war Grablege des Adelsgeschlechts derer von Heldritt. Im Jahr 1524 wurde die Reformation eingeführt. Nach der zweiten protestantischen Kursächsischen Kirchenvisitation 1536 wurde dem Heldritter Pfarrer zur besseren Versorgung die Vikarei Grattstadt unterstellt.
Im Jahr 1668/69 bekam die Kirche eine erste Orgel. Baumaßnahmen mit einem neuen Kirchturmkopf und einer zweiten Empore wurden 1703/04 durchgeführt. 1733 musste die Vikarei Grattstadt an die neue Pfarrei Ahlstadt abgegeben werden. Ab 1731 erfolgte der Neubau eines Kirchgewölbes. Mit Elisabetha Carolina Regina von Heldritt wurde 1793 das letzte Mitglied in der Kirchengruft beigesetzt. Das Patronatsrecht fiel an den Landesherrn zurück. Ab 1821 wurden Sanierungsmaßnahmen durchgeführt. Diese umfassten unter anderem 1823 eine neue Sakristei und im Kircheninnern eine Vergrößerung der meisten Fenster sowie 1833 einen neuen Glockenstuhl. Die nächsten großen Umbaumaßnahmen folgten 1847, bei denen die Kirche ihre heutige Gestalt erhielt. Die Umfassungsmauern wurden um rund drei Meter aufgestockt und ein neuer Dachstuhl aufgesetzt sowie die Westseite des Kirchturms neu gestaltet. 1858 bekam die Kirche ein neues Geläut. 1875 wurden die Pfarreien Heldritt und Elsa zusammengelegt. Wohnsitz des gemeinsamen Pfarrers wurde Elsa. Das Kirchendach wurde 1885 neu gedeckt. Im Rahmen einer Renovierung wurden 1901 Buntfenster eingebaut. 1930 entstand eine neue Sakristei und 1937 eine neue Leichenhalle auf dem benachbarten Friedhof. Die nächste Renovierung stand 1962/63 an. Dabei wurden neben neuen Fenstern und Türen auch eine automatische Läuteanlage montiert. Von 1986 bis 1988 erfolgten unter anderem eine Sanierung der Fundamente und der Einbau neuer bunter Fenster an der Ostseite. Der Innenraum wurde farblich und bildnerisch in der Fassung von 1847 neu gestaltet.

## Beschreibung
Die Chorturmkirche steht das Ortsbild prägend oberhalb von Heldritt neben dem Oberen Schloss. Der hohe Chorraum im Sockelgeschoss des Kirchturms ist 4,8 Meter lang und 4,6 Meter breit. In ihm steht der Altar. Das bunte Fenster an der Ostseite und das Altarkreuz mit einem Sockel aus Gneis sind Werke der Unfinder Künstlerin Annemarie Reiser-Meyerweißflog. Ein spitzbogiger Triumphbogen befindet sich zwischen dem Altarraum und dem Langhaus, das 12,8 Meter lang und 6,7 Meter breit ist. Beide Bauteile haben flache, geputzte Decken. Im Kirchenschiff befindet sich eine dreiseitige, zweigeschossige Empore. Die Kanzel am südlichen Triumphbogenpfeiler stammt aus dem 19. Jahrhundert. Die Fassade des Kirchenschiffes mit seinem Satteldach ist neuromanisch gestaltet. Sie ist weiß verputzt und von Sandsteinbändern an den Gebäudeecken sowie von einem oberen Rundbogenfries eingerahmt. An den Längsseiten befinden sich jeweils drei hohe und schmale Rundbogenfenster. Besonders aufwändig ist die symmetrische Westfassade mit ihrem Portal sowie Rundbögen, Säulen und Gesimsen ausgeführt.
Den oberen Abschluss des Kirchturmes bildet ein achteckiger, barocker Aufsatz mit kleinen Rundbogenfenstern und einer Schweifkuppel mit doppelter Welscher Haube. In dem Turm hängen drei Glocken, die auf die Namen „Glaube“, „Liebe“ und „Hoffnung“ getauft wurden. Die kleinste Glocken stammt noch aus dem Jahr 1858. Die anderen beiden wurden am 2. November 1953 geweiht. Sie waren jeweils in beiden Weltkriegen eingeschmolzen worden.

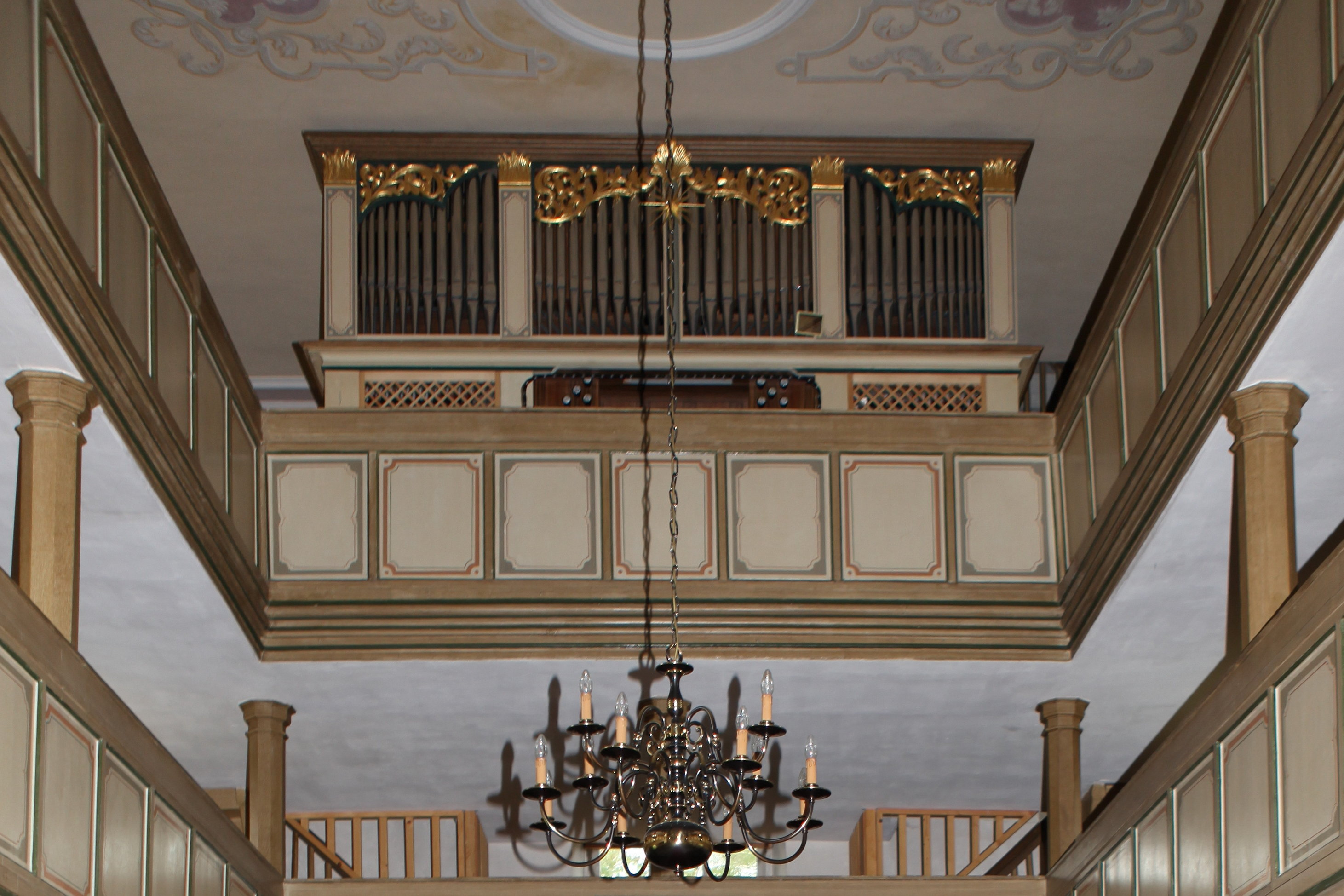
Orgel

## Orgel
Die erste Orgel errichtete 1668/69 der aus Pferdingsleben stammende Orgelbauer Johann Wiegleb, der 1683 eine Tochter des Adelsgeschlechts derer von Heldritt heiratete und eine Orgelbauerdynastie begründete. Beim Umbau des Kirchenschiffes 1847 wurde sie noch einmal repariert, ehe ein Neubau des Schmiedefelder Orgelbauers Friedrich Wilhelm Holland 1867 die Barockorgel ersetzte. Das 820 Florint teure Instrument hatte 15 Register auf zwei Manualen und Pedal, zwei Register waren aus der Wiegleb-Orgel übernommen worden. Die Orgel stand anfangs auf einer neuen Orgelempore im Chorraum über dem Altar. Im Jahre 1901 wurde sie vom Coburger Orgelbauer Anton Hasselbarth auf die niedrige zweite Empore im Westen versetzt und umgebaut. 1967 verlegte das Ostheimer Orgelbauunternehmen Gebrüder Hoffman das Werk erneut in den Altarraum auf eine niedrige Holzplattform und baute es um. Außerdem wurde es mit einem neuen Gehäuse umkleidet. Feuchtigkeitsschäden und die Nutzung des Chorraums führten 1989 zum erneuten Wechsel der Orgel durch die Firma Hey Orgelbau auf die obere, beengte Westempore. Starker Schimmelbefall führte Anfang der 2000er Jahre zu einer Restaurierung und Erweiterung der Disposition durch die Orgelbaumeister Gerhard Schmid aus Kaufbeuren und Jörg Stegmüller aus Berlin. Von der ursprünglichen Holland-Orgel sind noch Manualspielwerk, die Registertraktur, das Untergehäuse, die beiden Manualwindladen und sieben Register erhalten. Von der Wiegleb-Orgel ist nichts mehr vorhanden. Das Instrument hat insgesamt 27 Register bei zwei Manualen und Pedal.